# Kayıçivi, Korgun
Kayıçivi là một xã thuộc huyện Korgun, tỉnh Çankırı, Thổ Nhĩ Kỳ. Dân số thời điểm năm 2010 là 100 người.